# شبكة اسمية
الشبكة الاسمية (بالإنجليزية: Nomological network) هي تمثيل للمفاهيم (الموجود الذهني) ذات الأهمية في الدراسة، ومظاهرها التي يمكن ملاحظتها، والعلاقات المتبادلة بينها. ومصطلح "علم التسمية (فلسفة)" مشتق من اليونانية، بمعنى "قانوني"، أو في فلسفة العلم، مصطلح "يشبه القانون". وكانت وجهة نظر كرونباخ وميهل حول الصحة البنائية [الإنجليزية] تقول إنه من من أجل تقديم دليل على أن المقياس له صحة بنائية، يجب تطوير شبكة اسمية لقياسه.
العناصر الضرورية للشبكة الاسمية هي:
- موجودان ذهنيان على الأقل؛
- واحد أو أكثر من الافتراضات النظرية، يحدد الروابط بين التركيبات، على سبيل المثال: "مع تقدم العمر، يزداد فقدان الذاكرة ".
- مؤثر التقابل، مما يسمح بقياس كل بناء تجريبياً. يُقال أن مثل هذه القاعدة "تُفعِّل" البناء، كما هو الحال على سبيل المثال في الإجرائية: يقاس "العمر" بالسؤال "كم عمرك؟"
- تمثل الروابط التجريبية الفرضيات قبل جمع البيانات، والتعميمات التجريبية بعد جمع البيانات.

دليل الصحة على أساس الصلاحية الاسمية هو شكل عام من الصحة البنائية [الإنجليزية]. إنها الدرجة التي يتصرف بها البناء كما ينبغي ضمن نظام من التركيبات ذات الصلة (الشبكة الاسمية). إنها الدرجة التي يتصرف بها البناء كما ينبغي ضمن نظام من التركيبات ذات الصلة (الشبكة الاسمية). وتستخدم الشبكات الاسمية في تطوير النظرية واستخدام نهج حداثي.

## مقالات ذات صلة
- توافق الأدلة
- تماسكية
- علم التسمية (فلسفة)